# Mallinella dibangensis
Mallinella dibangensis is een spinnensoort uit de familie van de mierenjagers (Zodariidae).
De wetenschappelijke naam van de soort werd in 2006 als Storena dibangensis gepubliceerd door Bijan Kumar Biswas & Kajal Biswas.